# 実録犯罪史シリーズ
『実録犯罪史シリーズ』（じつろくはんざいしシリーズ）は、1991年から1993年までフジテレビ系「金曜ドラマシアター」枠で放送されたテレビドラマのシリーズ。全10作。ほかに未放送作品が1作（後述）。
タイトル通り、実際に起きた事件をテレビドラマ化したものであり、金嬉老事件や三億円事件といった広く知られた事件を始め、古今東西の様々な事件を題材としている。ただし、登場人物の名前を変えたり、ストーリーに一部フィクションを加えている。

## 放映リスト

### 『金（キム）の戦争』
『金（キム）の戦争 ライフル魔殺人事件』
1991年4月5日放送（21:03 - 23:22）。金嬉老事件を描いた。「金曜ドラマシアター」の第1回放送作品。原作・本田靖春「私戦」、脚本・早坂暁、監督・小田切正明。
キャスト
- 金嬉老：ビートたけし
- 樹木希林
- 李恵淑
- 岩崎良美
- 森本レオ
- 左とん平
- 村井国夫
- 西岡徳馬
- 丹波哲郎

### 『昭和の説教強盗』
『昭和の説教強盗 命はとらぬ金を出せ!』
1991年5月10日放送（21:02 - 22:52）。“説教強盗”と呼ばれた妻木松吉を描いた。脚本・監督、前田陽一。
キャスト
- 妻木松吉：片岡鶴太郎
- 藤岡琢也
- 仲谷昇
- かとうかずこ
- つみきみほ
- 池波志乃
- 岸部一徳
- 芦川よしみ
- 鳳八千代
- 堀内正美
- 笹野高史
- ダチョウ倶楽部
- 佐々木勝彦
- エド山口
- 柳家小さん
- ナレーション：鈴木瑞穂

### 『恐怖の二十四時間』
『恐怖の二十四時間 連続殺人鬼西口彰の最期』
1991年9月6日放送（21:02 - 22:52）。連続殺人犯・西口彰が逮捕されるまでの24時間を描いた。原作（脚本）・中島丈博、監督・深町幸男。
キャスト
- 西口彰：役所広司
- 河原崎長一郎
- 丘みつ子
- 横山めぐみ
- 角田英介
- 下川辰平
- 小笠原裕子
- 内大輔
- 三崎千恵子

### 『危険な花嫁』
『危険な花嫁 札幌テレクラ殺人事件』1991年11月29日放送（21:02 - 22:52）。札幌テレクラ殺人事件を描いた。脚本・佐伯俊道、監督・福本義人。
キャスト
- 藤田朋子
- 美保純
- 布川敏和
- 泉谷しげる

### 『新説・三億円事件』
『新説・三億円事件 史上空前の現金強奪!! 少年A犯行の全真相…!?』
1991年12月27日放送（21:03 - 23:22）。三億円事件を新たな視点から描いた。原作・大下英治「白バイと紅薔薇」（「現代虚人列伝」より）、脚本・岩間芳樹、監督・小田切正明。
キャスト
- 織田裕二
- 山﨑努
- 小林稔侍
- 伊東四朗
- 丘みつ子
- 本田美奈子
- 竜雷太
- 高橋幸治
- 坂上香織
- 美木良介

### 『替え玉』
『替え玉』
1992年2月28日放送（21:02 - 22:52）。佐賀替え玉保険金殺人事件を描いた。脚本・安倍徹郎、監督・松田秀知。
キャスト
- 小川真由美
- 西岡徳馬
- 赤座美代子
- 河原さぶ
- 千石規子
- 橋本功
- 小坂一也

### 『国際指名手配第1号』
『国際指名手配第1号 前科3犯 逃亡画家』
1992年4月24日放送（21:02 - 22:52）。日本における国際指名手配第1号となった古美術品窃盗犯・人見安雄を描いた。原作・人見安雄「逃亡者の掟」（手記）、脚本・長谷川公之、監督・恩地日出夫。
キャスト
- 石橋蓮司
- 名取裕子
- 加賀まりこ
- 大滝秀治
- 名古屋章
- 中西良太
- 神保共子
- デリック・ホームズ
- 鵜沢秀行
- たかお鷹

### 『弘前大学教授夫人殺し』
『弘前大学教授夫人殺し 名乗り出た真犯人』
1992年5月29日放送（21:02 - 22:52）。弘前大学教授夫人殺人事件を描いた。原作・井上安正「警察記者」（改題「警察記者33年」）、脚本・森﨑東、矢野広成、監督・三村晴彦。
キャスト
- 近藤真彦
- 平田満
- 小林薫
- 永島暎子
- 永島敏行
- 高品格
- 杉本哲太
- 石井愃一
- 勝部演之
- 佐渡稔
- 有川博
- 奥村公延
- 加藤和夫
- 粟津號
- うえだ峻
- 松熊信義
- 金井大
- 草薙良一

### 『最期のドライブ』
『最期のドライブ 富山長野女子高生・OL連続誘拐殺人事件』
1992年6月26日放送（21:02 - 22:52）。富山・長野連続女性誘拐殺人事件（1980年発生）を題材とした佐木隆三の小説『男の責任』を原作としている。脚本・斎藤久志、演出および監督・長崎俊一。
富山県で、2歳年下の愛人（河野）とギフト販売会社を共同経営していた女（理恵子）が、赤字経営から会社経営を断念しようとした河野に、「土地転がしで大金が入る」と持ちかけて引き止め、何も知らない河野を儲け話の口実で同伴しつつ、富山と長野で相次いで身代金目的の誘拐殺人を起こしていく経緯を描いている。犯人の女（理恵子）役の室井滋（滑川市出身）や、女の母親役の野際陽子（富山市出身）、男性の友人役の山田辰夫（射水郡大島町出身）と、事件の舞台となった富山県の出身者を複数人起用している点が特徴である。
キャスト
- 山崎理恵子（犯人の女）：室井滋[4]
- 河野武司（山崎の愛人）：玉置浩二[4]
- 水島かおり[7]
- 内藤剛志[7]
- 野際陽子[5]
- 山田辰夫[5]
- 大寶智子[7]
- 高沢順子[7]
- 不破万作[7]
- 久野真紀子[7]

### 『浅虫温泉放火事件』
『浅虫温泉放火事件 お母さんは犯人じゃない』
1993年1月22日放送（21:02 - 22:52）。青森県・浅虫温泉で起きた冤罪事件・浅虫温泉放火事件を描いた。保険金目的の放火の疑いで逮捕されたクラブ・旅館経営者の女性は1985年に高裁で無罪となり、国と県に対し賠償請求の申し立てをした。吉川則子「冤罪」、脚本・国弘威雄、監督・森崎東。
キャスト
- 市原悦子
- 綿引勝彦
- 岸部一徳
- 清水綋治
- 乙羽信子
- 西田健
- 芦川よしみ
- 斎藤晴彦
- 樋浦勉
- 八名信夫
- ベンガル
- 宮部昭夫
- 江藤漢
- 山野史人
- 若林哲行

### 未放送
1989年に東京都杉並区で発生した老女殺害事件を題材とした『闇に咲く女 杉並老女殺人事件』が1993年3月19日に放送される予定だったが、放送予定当日に犯人（当時はまだ逃走中）の子息が通う学校から「子息の事を考えて放送を中止してほしい」とする電話があり、他番組に差し換えになった。登場人物は実名の予定であった。脚本・冨川元文、監督・石田勝心。
キャスト
- 倍賞美津子
- 岩城滉一
- 清川虹子
- 水上功治
- 睦五朗
- 大杉漣
- 灰地順

## ソフト化
『金（キム）の戦争』、『昭和の説教強盗』、『恐怖の二十四時間』、『新説・三億円事件』は後にVHSビデオソフト化された。